# Ontmoetingskerk (Eindhoven)
De Ontmoetingskerk is een protestants kerkgebouw aan de Meerkollaan 3 in het Eindhovense stadsdeel Tongelre.

## Geschiedenis
Deze kerk werd in 1968 gebouwd als Hervormde kerk. Architect was C. Valstar. Nadat in 1969 de Gereformeerde Immanuëlkerk werd verlaten, maakten ook de Gereformeerden gebruik van dit gebouw. Na de kerkenfusie in 2004 werd het een PKN-kerk. Ook de Gereformeerde Bond in de Protestantse Kerk in Nederland houdt er speciale diensten.
Het betreft een doosvormige bakstenen zaalkerk met voorportaal en een bescheiden toren in betonskelet, deels gevuld met baksteen en deels opengewerkt, waarin zich een klok bevindt.
Het gebouw werd gerenoveerd door Cees Dellebeeke, die onder meer de banken verving door stoelen in de kleuren van het kerkelijk jaar.
In de eerste week van juni 2024 is de kerkklok gestolen.